# Mus-Chaja
Mus-Chaja - szczyt górski w azjatyckiej części Rosji (Jakucja), najwyższy szczyt gór Suntar-Chajata; wysokość 2959 m n.p.m.
Współrzędne geograficzne 62°36′N 140°53′E/62,600000 140,883333; na stokach lodowce.